# 格里戈里·阿尼克耶夫
格里戈里·维克托罗维奇·阿尼克耶夫（羅馬化：Grigoriy Viktorovich Anikeyev；1972年2月28日—），俄罗斯政治家、国家杜马议员。
阿尼克耶夫于2018年4月引起关注，他被评为2017年收入最高的国家杜马议员。根据他的个人纳税申报，他2017年的收入达43亿卢布（约合70万美元），与2016年相比增长了惊人的717%。
他的堂哥安德烈·阿尼克耶夫也是国家杜马议员。

## 制裁
阿尼克耶夫于2022年因俄乌战争而受到英国政府制裁。